# Melita pallida
Melita pallida is een vlokreeftensoort uit de familie van de Melitidae. De wetenschappelijke naam van de soort werd in 1879 voor het eerst geldig gepubliceerd door Georg Ossian Sars.